# تشخور كند
تشخور كند (بالفارسية: چخورکند) هي قرية تقع في أذربيجان الغربية في إيران. يقدر عدد سكانها بـ 432 نسمة بحسب إحصاء 2016.